# Diadelia subantegrisea
Diadelia subantegrisea là một loài bọ cánh cứng trong họ Cerambycidae.